# 槭叶草
槭叶草（学名：Mukdenia rossii）为虎耳草科槭叶草属下的一个种。